# Spawn (1997.)
Spawn je američka akcijska fantazija iz 1997.
Film Spawn je zapravo filmska adaptacija istoimenog lika iz stripa kojeg je kreirao Todd McFarlane. Film je režirao Mark Dippé (bivši animator tvrtke "Industrial Light and Magic"), a glavna uloga Spawna pripala je Michael Jai White-u, dok su uloge klauna i Malebolgie pripale Johnu Leguizamou i (glas Malebolgie) Franku Welkeru.

## Radnja
Priča u filmu je slična početnoj priči iz stripova. Al Simmons, vojnik-ubojica,  je izdan od strane tajne vladine agencije, na čijem čelu je čovjek po imenu Jason Wynn. Wynn zapovijeda svom glavnom ubojici Svećeniku da ga eliminira. Nakon što Simmons umre, tamne sile ga odmah prebace u Pakao, gdje mu Malebolgia, demonski vođa vojske Pakla, nudi faustovsku pogodbu. Ako Simmons postane njegov vječni sluga i vođa vojske Pakla u Armageddonu, omogućit će mu se povratak na Zemlju kako bi vidio svoju voljenu suprugu, Wandu Blake. Simmons prihvaća ponudu i transformira se u Hellspawna, Malebolgia-inog slugu u nekroplazmičnom odjelu, koje ne samo da je živo, dišuće stvorenje, već je i jedina stvar na cijelome svijetu koja ga želi štiti. Pri povratku među žive Simmons saznaje kako je pet godina prošlo od njegove smrti. Wanda se preudala za njegovog najboljeg prijatelja Terryja i živi životom koji je on oduvijek htio. Prateći put svog novog života on nailazi na neobičnog demona Violatora, po izgledu nalik klaunu, koji želi Spawna (tako Violator zove Simmonsa) odvesti putem koje vodi ka zlu. Na svom putovanju kroz svoj čudan novi život Spawn također sreće i misterioznog starca po imenu Cogliostro koji ga, kao kolega Hellspawn, uči kako da ovlada svojom energijom koja je vrlo rapršena. Jason Wynn je trenutno po opisu bliži otmjenom dileru oružja, no što je onom državnog birokrata. On je također i Spawnov krajnji cilj, no netom poslije Spawn otkriva kako bi ubojstvom Wynna zapravo pokrenuo Armageddon(kraj svijeta). Nakon što odluči poštedjeti Wynnov život usljeđuje konačna bitka između Spawna i transformiranog Violatora koja u konačnici rezultira povratkom zlobnika nazad u Pakao i to s ukaljanim ugledom, zahvaljujući propaloj misiji i tome što se Spawn zakleo kako će posvetiti svoj život borbi za pravdu.

## Glavne uloge
- Michael Jai White kao Al Simmons/Spawn
- John Leguizamo kao Klaun/Violator
- Martin Sheen kao Jason Wynn
- Theresa Randle kao Wanda Blake
- Nicol Williamson kao Cogliostro
- D.B.Sweeney kao Terry Fitzgerald
- Melinda Clarke kao Jessica Priest
- Miko Hughes kao Zack
- Sydni Beaudoin kao Cyan
- Michael Papajohn kao Glen, Zackov otac
- Frank Welker kao Vrag Malebolgia(glas)
- Robia LaMorte kao reporter XNN-a

## Nagrade i drugi uspjesi
Film je na Katalonskom međunarodnom film festivalu 1997. bio nominiran u dvije kategorije: za najbolji film i za najbolje specijalne efekte, kategoriju koju je naposljetku i osvojio. 1998. film je bio nominiran na Akademiji znanstvene fantastike, fantazije i horror filmova(SAD)za Saturnovu nagradu u kategoriji "Najbolja šminka", te iste godine na "Blockbuster Entertainment" dodijeli nagrada film Spawn je bio nominiran u tri kategorije: Michael Jai White-za najboljeg nadolazećeg glumca, John Leguizamo-za najbolju mušku sporednu ulogu u horroru i Theresa Randle-za najbolju žensku sporednu ulogu u horroru.

## Vanjske poveznice
- Spawn u internetskoj bazi filmova IMDb-a
- Spawn.com zabava  Arhivirana inačica izvorne stranice od 12. listopada 2010. (Wayback Machine)
- Spawn igračke  Arhivirana inačica izvorne stranice od 28. rujna 2007. (Wayback Machine)